# 片桐善也
片桐 善也（かたぎり ぜんや、1994年4月20日 - ）は、新潟県出身の日本の競輪選手。日本競輪選手会新潟支部所属。日本競輪学校（現：日本競輪選手養成所）117期生。師匠は佐藤政利（新潟・91期）。

## 来歴
2012年、新潟県立吉田高等学校の3年時に、全国高等学校総合体育大会（インターハイ）の自転車ロードレースで高校日本一となり、ポイントレースで銅メダルを獲得している。また国民体育大会（国体）の少年ポイントレースでは準優勝を果たしている。
高校卒業後は日本大学に進学し、自転車競技部では主将を務めた。2014年のインカレではポイントレースで3位、全日本学生選手権では個人トラック・マディソンで2位、トラックポイントレースで2位、個人戦ロードで2位、2015年の全日本学生選手権では個人トラック・マディソンで3位、2016年の東日本学生選手権トラック・ポイントレースで優勝を果たしている。
大学卒業後は社会人を経て、2019年5月に117期生として日本競輪学校に入学。
競輪学校卒業後の2020年5月15日に、広島競輪場で行われた新人戦「競輪ルーキーシリーズ2020」でデビューを果たした。7月4日に伊東温泉競輪場で本格デビュー。